# Seznam indijskih filozofov
Na seznamu indijskih filozofov se nahajajo filozofi, dialektiki, logiki, modreci, pesniki in mistiki  z indijske podceline. Na seznamu se zato nahajajo vedski modreci (ršiji), hinduisti, budisti, džainisti, muslimani, sikhi, neohinduisti, sodobni filozofi in politični aktivisti.

## A
- Abhinavagupta (okoli 950 - 1020)
- Adžita Kešakambali  [Ajita Kesakambali] (6. stol. pr. n. št.)
- Aijaz Ahmad (1941-2022)
- Akalanka (7. stol.)
- Akšapada Gotama [Aksapada Gautama]  (2. stol. pr. n. št.)
- Bhimrao Ramdži Ambedkar, (1891 - 1956)
- Anandamaji Ma (1896 - 1982)
- Anandavardhana (820 - 890)
- Arjadeva  [Aryadeva] (3. stol.)
- Asanga (300 - 370)
- kralj Ašoka  [Asoka] (273 - 232 pr. n. št.)
- Ašvaghoša [Ashvagosha] (okoli 80 - okoli 150)
- Šri Aurobindo (1872 - 1950)

## B
- Badarajana  [Badarayana] (vedski modrec)
- Basava (1134 - 1196)
- Homi K. Bhabha (1949 -)
- Bhadrabahu (433 - 357 pr. n. št.)
- Bhartrihari (5. stol.)
- Krišna Čandra Bhattačarja [Krishna Chandra Bhattacharya] (1875 – 1949)
- Bodidarma  [Bodhidharma; jap.: Daruma] (5. stol.)
- Bhodža  [Bhoja], (11. stol.)
- Buda  (Gotama Buda)
- Budagoša  [Buddhaghosa] (5. stol.)

## C
- Carvaka, (6. stol. pr.n.št)
- Ananda Coomaraswamy (1877 - 1947)

## Č
- Šri Čaitanja Maháprabhu  [Chaitanya Mahaprabhu; Chaitanya Deva; Gauranga] (1486 - 1534)
- Čandrakirti  [Chandrakirti] (7. stol.)
- Debiprasad Čattopadhjaja [Debiprasad Chattopadhyaya] (1918 - 1993)

## D
- Surendranath Dasgupta (1887 - 1952)
- Dharmakirti (7. stol.)
- Dharmaraksita (3. stol. pr.n.št)
- Dignaga (okoli 480 - okoli 540)
- Džaimini  [Jaimini], (deloval okoli leta 50, 1. stoletje)
- Džajatirtha [Jayatirtha], (okoli 1365 – okoli 1388)
- Džanaka  [Janaka], (vedski modrec)

## G
- Gadadhara Bhattačarja [Gadadhara Bhattacharya] (1604-1709)
- Mahatma Gandhi (1869 - 1948)
- Gangeša Upadhjaja  [Gangesha Upadhyaya] (13. ali 14. stol.)
- Gargi Vačaknavi  [Gargi Vachaknavi] (vedska modrijanka)
- Gaudapada (8. stol.)

## H
- Haribhadra, (8. stol.)
- Šri Harša  [Harsha], (12. stol.)

## I
- Išvara Krišna  [Isvarakrsna] (od 350 do 450)
- Muhammad Iqbal (1877 - 1938)

## J
- Jagnjavalkja  [Yajnavalkya] (vedski modrec)
- Jogešvari [Yogesvari; tudi Bhairavi Brahmani] (delovala v letih od 1861-1863)

## K
- Kabir (1440 - 1518)
- Kanada (7. stol. pr.n.št)
- Kapila (vedski modrec)
- Kautilja [Kautilya; tudi Chanakya] (4. stol. pr.n.št)
- Kešab Čandra Sen [Keshub Chandra Sen] (1838 - 1884)
- Džidu Krišnamurti  [Jiddu Krishnamurti] (1897 - 1986)
- Kumaradživa  [Kumarajiva] (ok.343- ok.413)
- Kumarila (7. stol.)
- Kunda Kunda (2. stol.)

## L
- Lalla (1320 – 1392)

## M
- Madhava (Vidyaranya)? (14. stol.)
- Madhusudana Sarasvati (1540 – 1640)
- Madhva (1238 - 1317)
- Mahadeva (deloval okoli leta 320 pr. n. št.)
- Mahakašjapa  [Mahakasyapa], (5. stol. pr. n. št.)
- Ramana Maharshi (1879 - 1950)
- Mahavira [tudi Nigantha Nattaputta; Jaina] (6/5. stol. pr. n. št.)
- Maitreji  [Maitreyi] (vedska modrijanka)
- Makhali Gosala  [Makkhali Gosala] (6. stol. pr.n.št)
- Malunkjaputa  [Malunkyaputta] (6/5. stol. pr. n. št.)
- Mandana Mišra [Mandana Mishra] (8. stol.)
- Bimal Krišna Matilal (1935 - 1991)
- Maudgaljajana  [Maudgalyayana] (5. stol. pr. n. št.)
- Jitendra Nath Mohanty (sodoben)
- Bhudev Mukhopadhyay (1827 - 1894

## N
- Nagardžuna  [Nagarjuna] (ok.150 - ok.200)
- Nagasena
- Guru Nanak (1469 - 1539)
- Narada (vedski modrec)
- Sister Nivedita [Margaret Noble] (1867 - 1911)
- Nizamuddin Auliya (1238 - 1325)

## P
- Padmapada (8. stol.)
- Pakuda Katjajana  [Pakudha Kaccāyana] (5. ali 4. stol. pr.n.št)
- Panini (4. stol. pr.n.št)
- Patanjdžali  [Patanjali] (2. stol. pr.n.št)
- Prabhakara (7. stol)
- A. C. Bhaktivedanta Svami Prabhupada (1896 - 1977)
- Purana Kassapa [tudi Purana Kashyapa] (5. ali 4. stol. pr.n.št)

## R
- Ramana Maharši [Ramana Maharshi] (1879 - 1950)
- Ramananda (okoli 1400 - okoli 1480)
- Rammohan Roj [Ram Mohan Roy] (1774 – 1833)
- Sir Sarvepali Radakrišnan  [Sarvepalli Radhakrishnan] (1888 - 1975)
- Raghunatha Širomani [Raghunatha Siromani] (okoli 1475 - 1550)
- Šri Ramakrišna  [Ramakrishna] (1836 - 1886)
- Vilayanur S. Ramachandran ?
- Ramanudža [Ramanuja] (deloval okoli 1100)
- Ramprasad (1720 - 1781)
- Manabendra Nath Roy/Narendra Nath "Naren" Bhattacharya/ M. N. Roy (1887 - 1954)

## S
- Sajana [Sayana] (umrl 1387)
- Sanghabhadra  [Samghabhadra] (5. ali 4. stol. pr. n. št.)
- Sanjdžaja [Sanjaya] (5. ali 4. stol. pr.n.št)
- Sarada Devi (1853 - 1920)
- Amartya Sen (1933 -)
- K. D. Sethna (1933 - 2000)
- Shah Walli Allah (1703 - 1762)
- Siddhasena Divakara (7. stol.)
- Jaideva Singh
- Surešvara [Sureshvara] (8. stol.)
- Svami Dajananda  [Swami Dayananda] (1824 - 1883)

## Š
- Šariputra [Sariputra]  (5. stol. pr.n.št)
- Šankara [Shankara; Shamkara; Šamkaracharya] (zgodnje 8. stol., tradicionalno: 788 - 820)
- Šankarasvamin [Shankarasvamin] (7. stol.)
- Šantarakšita (8. stol.)
- Šantideva [Shantideva] (685 - 763)

## T
- Debendranath Tagore (1817 - 1905)
- Rabindranath Tagore (1861 - 1941)
- Tilopa (988 - 1069)
- Tiruvalluvar (1. stol. pr.n.št)
- Tulsidas (okoli 1540 - 1623)

## U
- Udajana  [Udayana], (10. stol.)
- Udjotakara  [Udyotakara]  (6. stol.)
- Uddalaka Aruni (vedski modrec)
- Umasvati  [Umaswati] (2. stol.)
- Upali (5. stol. pr.n.št)

## V
- Vačaspati Mišra  [Vacaspati Mishra], (10. stol.)
- Vallabha (1479 – 1531)
- Vasištha  [Vasistha], (vedski modrec)
- Vasubandhu (5. stol.)
- Vatsiputra (3. stol. pr. n. št.)
- Vatsjajana  [Vatsyayana], (5. stol.)
- Vedanta Desika (1268–1369)
- Išvar Čandra Vidjasagar  [Ishwar Chandra Vidyasagar] (1820-1891)
- Vidžnjana Bhikšu  [Vijnana Bhiksu] (16. stol.)
- Vivekananda [tudi Narendra Nath Datta] (1863 - 1902)
- Vjasa [Vyasa] (vedski modrec)